# Codo
Codo è un comune spagnolo di 258 abitanti situato nella comunità autonoma dell'Aragona.